# Ronnie Van Zant
Ronald Wayne "Ronnie" Van Zant (Jacksonville, 15 de gener de 1948 − Gillsburg, 20 d'octubre de 1977) va ser el principal vocalista i compositor de la banda de rock sureny Lynyrd Skynyrd. El període d'activitat de la banda original va ser de 1970 fins a l'any 1977, quan Van Zant, Steve Gaines, Cassie Gaines i Dan Kilpatrick van morir en un accident d'avió mentre es dirigien a Greenville, Carolina del Sud. Posteriorment, la banda es va refer amb el seu germà Johnny Van Zant ocupant el seu lloc.

## Biografia
Nascut i criat a Jacksonville, Florida, per Lacy (1915-2004) i Marion Van Zant (1929-2000), en Ronnie Van Zant va créixer aspirant a convertir-se en boxejador o jugador de beisbol professional (era seguidor dels New York Yankees i dels Chicago White Sox) fins que descobrí el seu amor per la música.
Es va casar el 2 de gener de 1967 amb Nadine Inscoe i junts van tenir una filla nascuda el 1968 i anomenada Tammy. La parella es va divorciar l'any següent i Van Zant es va tornar a casar amb Judy Jenness l'any 1972. Van seguir casats fins a la mort de Van Zant l'any 1977 i un any abans havien tingut una filla anomenada Melody.

### Mort
El 20 d'octubre de 1977, tots els membres de Lynyrd Skynyrd volaven en un Convair CV-300 des de Greenville, Carolina del Sud a Baton Rouge, Louisiana durant l'inici d'una petita gira estatunidenca. Els passatgers havien estat informats sobre problemes en un motor i estaven a punt per rebre l'impacte, i malgrat l'aterratge d'emergència que van realitzar els pilots, no van poder evitar que s'estrellés a la localitat de Gillsburg, Mississipi. Els músics Ronnie Van Zant, Steve Gaines, Cassie Gaines, l'ajudant del mànager Dean Kilpatrick, el pilot Walter McCreary i el copilot William Gray van morir a causa de l'impacte, mentre que la resta de membres varen sobreviure malgrat que alguns van patir greus lesions i ferides. Van Zant va morir a l'edat de 29 anys. Fou enterrat a Orange Park, Florida el mateix any, però posteriorment fou traslladat després que alguns vàndals trenquessin la seva tomba i la de Steve Gaines. Les cendres de Gaines foren dispersades per l'herba del cementiri, però el cos de Van Zant es va tornar a enterrar al Riverside Memorial Park de Jacksonville junt a la tomba dels seus pares, Lacy i Marion. La família i alguns seguidors van fer construir un panteó en el seu honor ("Ronnie Van Zant Memorial Park") a Sandridge Road de Lake Asbury, Florida, prop de la seva ciutat natal de Jacksonville.
La banda es va dissoldre automàticament després de l'accident però, deu anys després, el seu germà petit, Johnny Van Zant, va assumir el paper de líder de la banda com a nou cantant amb l'objectiu de revitalitzar-la novament.

## Lynyrd Skynyrd
Van Zant passà a forma part de "The Noble Five" l'estiu de 1964 amb els seus amics i companys d'escola Allen Collins (guitarra) i Gary Rossington (guitarra) mentre ell esdevenia cantant i principal referència de la banda. L'any següent s'hi van unir Larry Junstrom (baix) i Bob Burns (bateria), i van canviar el nom del grup per "My Backyard". Durant aquesta època assajaven als afores de Jacksonville i tocant en diversos clubs de la ciutat fins que el 1968 van guanyar un concurs musical local. Aquest premi els va servir per poder enregistrar diverses cançons i fer de teloners a espectacles més importants. Ja el 1970 van decidir tornar a canviar el nom per Lynyrd Skynyrd per mofar-se de Leonard Skinner, professor d'educació física d'alguns dels membres a l'institut que era molt estricte amb la política de vestimenta de l'institut i desaprovava les llargues cabelleres i patilles dels estudiants, els quals havien estat expulsats en diversos ocasions. L'adaptació ortogràfica es va definir poc abans del llançament del seu àlbum de debut i finalment van titular el disc amb la descripció fonètica del nom de la banda.
L'explosió mediatica del grup a nivell nacional va començar l'any 1973 amb el llançament de l'àlbum de debut, (pronounced 'lĕh-'nérd 'skin-'nérd), amb cançons tan representatives com "I Ain't the One", "Tuesday's Gone", "Gimme Three Steps", "Simple Man" i "Free Bird", que amb el pas dels anys va esdevenir un himne generacional i que per molts representa l'autèntica essència de la banda. El major èxit de Lynyrd Skynyrd a nivell comercial, és produir amb "Sweet Home Alabama" del segon àlbum Second Helping (1974). "Sweet Home Alabama" era una resposta a les cançons de Neil Young "Alabama" i "Southern Man". La creença comuna que Van Zant i Young van ser rivals és incorrecta, ja que van col·laborar en diversos projectes comuns. La canço de Young anomenada "Powderfinger", del álbum de 1979 Rust Never Sleeps va ser escrita per Skynyrd. Van Zant va participar en la composició de tres àlbums més Nuthin' Fancy (1975), Gimme Back My Bullets (1976) i Street Survivors (1977) malgrat que no van tenir tanta repercussió a nivell crític ni comercial com els dos predecessors.
Poc després de la publicació de Street Survivors, la banda va iniciar una petita gira i durant un dels trasllats, l'avió en el qual viatjaven es va estavellar prop Gillsburg, Mississipi. L'accident va causar la mort de diversos membres de la tripulació i de la banda, entre els quals es va trobar Van Zant. Amb la seva mort i la de Steve Gaines, junt als greus danys que van patir alguns dels altres integrants supervivents, la banda va decidir desaparèixer definitivament i alguns membres van començar altres projectes en solitari.